# Jerzy Krępeć
Jerzy Krępeć (ur. 1896, zm. 1981) – polski inżynier, Sprawiedliwy wśród Narodów Świata, odznaczony wraz z żoną Ireną Krępeć. Kawaler Krzyża Walecznych.

## Życiorys

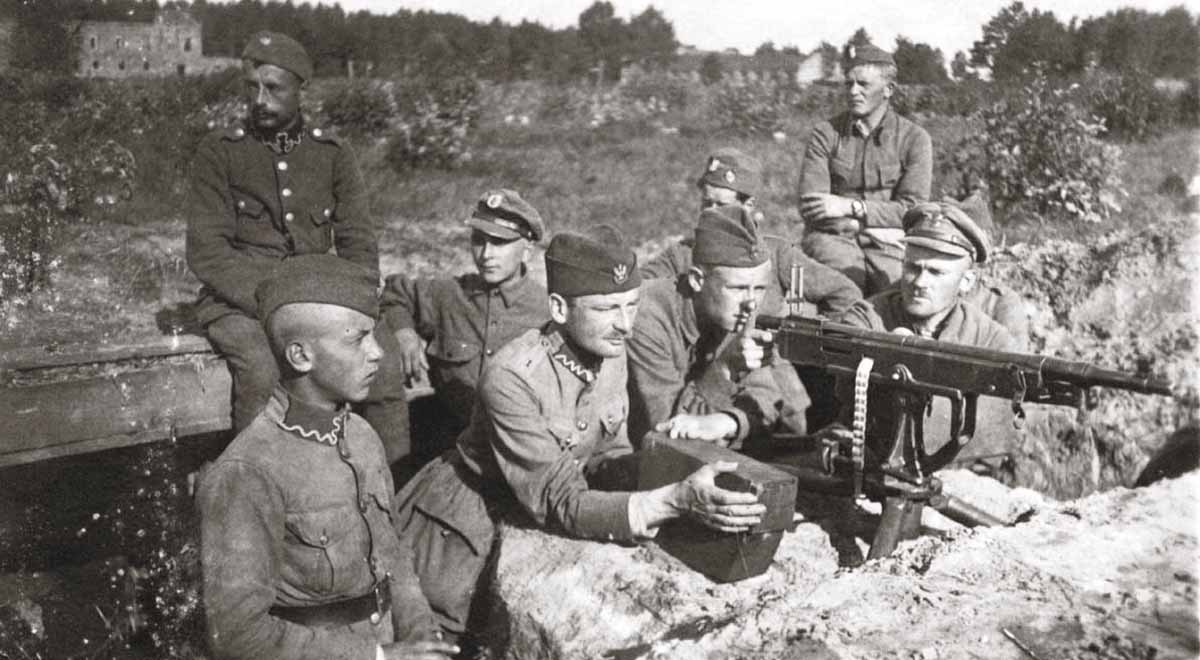
Jerzy Krępeć w czasie wojny polsko-bolszewickiej (pierwszy od prawej przy karabinie maszynowym)

Z wykształcenia był inżynierem. Jego żoną była Irena Krępeć z domu Adamus (1906–1999), z którą przed wybuchem II wojny światowej mieszkał w posiadłości w okolicach Płocka. 
W wojnie polsko-bolszewickiej 1920 bronił Warszawy, za uratowanie kompana spod ognia wroga został odznaczony Krzyżem Walecznych.
W czasie okupacji został zmuszony wraz z rodziną opuścić dotychczasowe miejsce pobytu i przenieść się do domu rodziców żony (Henryk i Zofia Adamusowie) w Gołąbkach koło Warszawy. Niedaleko od tej miejscowości wraz z żoną wydzierżawili gospodarstwo rolne w miejscowości Osada. Tam też oraz w gospodarstwie teściów udzielali schronienia osobom ukrywającym się przed Niemcami. Ukrywali się tam Żydzi: Krystyna Izbicki, Anna Zofia Izbicki i jej syn Józef Ettinger, Krystyna Radziejewski, jej przybrana córka Larissa Sztorchan, Zofia Sidor, Eliza Temler i dr Tworkowski. Byli oni zatrudnieni w gospodarstwie, za co otrzymywali wynagrodzenie. Dzieci należące do grupy osób ukrywających się otrzymywały naukę szkolną prowadzoną przez Czesławę Konko i inną osobę wspólnie z dziećmi z okolicznych gospodarstw. Chronionym Żydom Jerzy Krępeć zorganizował fałszywe dokumenty tożsamości, co było możliwe dzięki jego kontaktom z organami państwa podziemnego. Rodzina Krępciów zapewniała ukrywającym się wszystkie potrzebne rzeczy, obok żywności i miejsca pobytu także ubranie i wsparcie psychiczne. Okoliczni mieszkańcy mieli świadomość, że w gospodarstwach Krępciów i Adamusów ukrywani są Żydzi. Mimo to nie doszło do żadnej denuncjacji i wszyscy Żydzi przetrwali wojnę.
Listem z 18 kwietnia 1994 Jad Waszem powiadomiło o nadaniu Jerzemu (pośmiertnie) i Irenie Krępciom tytułu Sprawiedliwi wśród Narodów Świata. Uroczystość z tej okazji odbyła się 12 grudnia 1995 w Konsulacie Generalnym RP w Montrealu. Odznaczenie w imieniu zmarłego męża odebrała Irena Krępeć.
Jerzy i Irena Krępeć mieli trójkę dzieci: Tadeusza (1928–1999), Krystynę i Marię.